# Бокейшон
Бокейшон (гал. Boqueixón, ісп. Boqueijón) — муніципалітет в Іспанії, у складі автономної спільноти Галісія, у провінції Ла-Корунья. Населення — 4462 осіб (2009).
Муніципалітет розташований на відстані близько 475 км на північний захід від Мадрида, 61 км на південь від Ла-Коруньї.

## Демографія
Динаміка населення (INE ):

## Галерея зображень

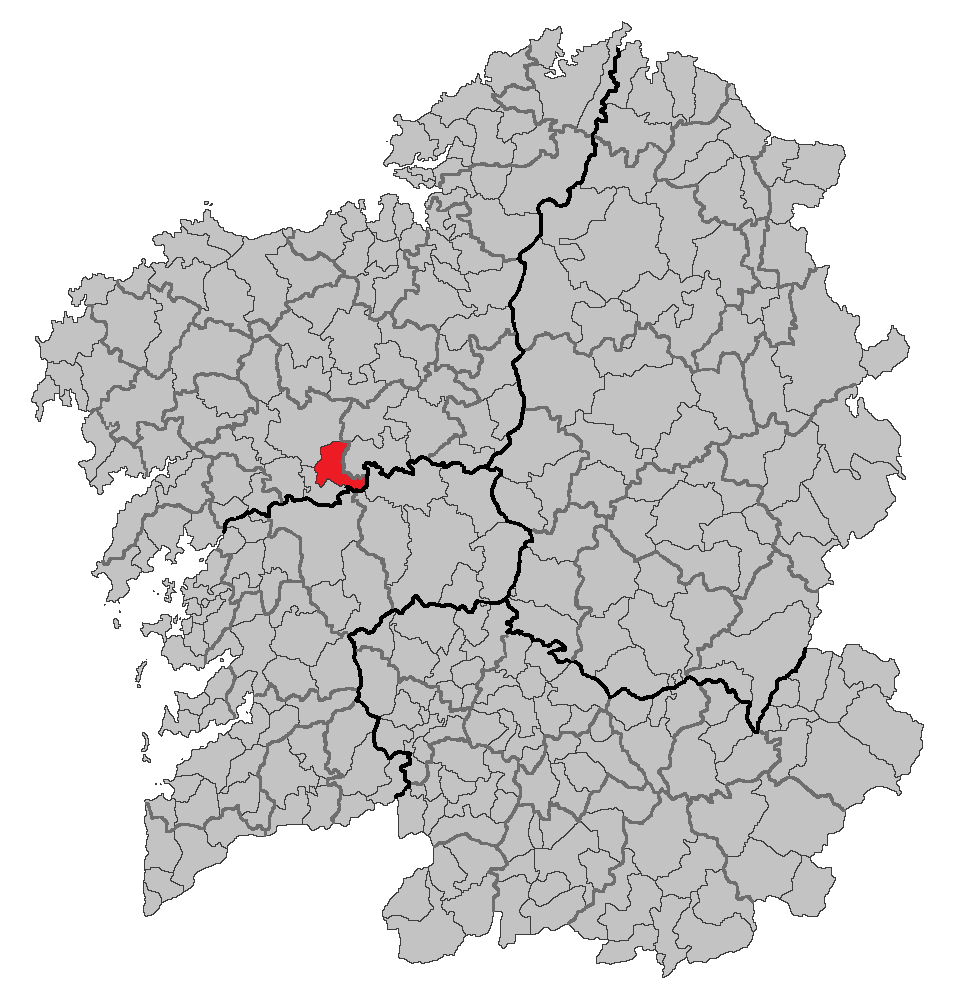
Розташування муніципалітету